# Филлипс, Эрин
Эрин Виктория Филлипс (англ. Erin Victoria Phillips; род. 19 мая 1985 года, Мельбурн, штат Виктория, Австралия) — австралийская профессиональная баскетболистка, выступала в Женской национальной баскетбольной ассоциации (ЖНБА). Была выбрана на драфте ВНБА 2005 года во втором раунде под 21-м номером командой «Коннектикут Сан». Играла на позиции защитника. В настоящее время работает ассистентом главного тренера команды ЖНБА «Даллас Уингз».
Свою карьеру начала в Женской национальной баскетбольной лиге в команде Австралийского института спорта, а затем продолжила в клубе «Аделаида Лайтнинг». В ЖНБА поиграла за «Коннектикут Сан», «Индиану Фивер», «Финикс Меркури», «Лос-Анджелес Спаркс» и «Даллас Уингз». Также выступала и в Европе: в Израиле, Польше и Словакии. В составе национальной сборной Австралии стала серебряным призёром летних Олимпийских игр 2008 года, а также чемпионкой мира 2006 года и бронзовой медалисткой чемпионата мира 2014 года.

## Карьера в баскетболе
В 2003 году Филлипс получила стипендию от Австралийского института спорта. По итогам национального чемпионата 2004 года среди девушек младше 20 лет она получила награду Боба Стаунтона.

### Женская национальная баскетбольная лига
Начиная с 2003 года Филлипс выступала в Женской национальной баскетбольной лиге за Австралийский институт спорта. В 2005 году она была включена в сборную всех звёзд лиги. В 2005—2008 годах Эрин выступала за «Аделаиду Лайтнинг».

### Женская национальная баскетбольная ассоциация
Филлипс была выбрана на драфте ЖНБА 2006 года под общим 21 номером клубом «Коннектикут Сан». Перед началом сезона 2011 года она подписала контракт на участие в тренировочном лагере «Сиэтл Шторм», однако перед самым началом сезона её обменяли в «Индиану Фивер», чтобы освободить место для Кэти Смит, желавшей перейти в «Фивер» из «Вашингтон Мистикс». В сезоне 2012 года Филлипс в среднем за игру набирала 13,5 очка и помогла своей команде завоевать чемпионский титул. Перед началом сезона 2014 года её и право выбора во втором раунде драфта обменяли в «Финикс Меркури» на Линетту Кизер и выбор в первом раунде драфта. 11 февраля 2015 года Филлипс подписала контракт с «Лос-Анджелес Спаркс».

## Личная жизнь
Жената на американской баскетболистке Трейси Гаан.